# Elipsa
 Ovo je glavno značenje pojma Elipsa. Za značenje u kontekstu književnosti pogledajte Elipsa (figura).
Elipsa je zatvorena krivulja u ravnini, jedna od čunosječnica. Najčešće se definira kao skup točaka za koje se zbroj udaljenosti do dviju čvrstih točaka ne mijenja.
Uz zadane dvije točke u ravnini, F1 i F2, i duljinu 2a na kojoj su simetrično odabrane točke F1 i F2 uz uvjet {\displaystyle 2a>d(\mathrm {F} _{1},\mathrm {F} _{2})}, tada elipsom s fokusima (žarištima) u točkama F1 i F2 i velikom osi 2a nazivamo skup točaka u ravnini za koje je zbroj udaljenosti do fokusa F1 i F2 jednak 2a.
Elipsa je određena dvjema poluosima: velikom (oznaka: a) i malom (oznaka: b). Oblik elipse definira se njenim ekscentricitetom ili eliptičnošću e.

## Parametri
Smjestimo li središte elipse u središte koordinatnog sustava, tada udaljenost |OF1| = |OF2| nazivamo linearnim ekscentricitetom elipse e. Numerički ekscentricitet elipse određen je kao
{\displaystyle \varepsilon \,={\frac {e}{a}}<1}
Elipsa je određena velikom poluosi i ekscentritetom, ili velikom i malom poluosi gdje vrijedi
{\displaystyle e={\sqrt {a^{2}-b^{2}}}}
i
{\displaystyle b={\sqrt {a^{2}-e^{2}}}}

## Jednadžba elipse

### Jednadžba elipse sa središtem u S(0, 0)
Elipsa sa središtem u ishodištu koordinatnog sustava i poluosima a i b određena je tzv. kanonskom jednadžbom
{\displaystyle b^{2}x^{2}+a^{2}y^{2}=a^{2}b^{2}\,}
koja se može prikazati i u segmentnom obliku
{\displaystyle {{\frac {x^{2}}{a^{2}}}+{\frac {y^{2}}{b^{2}}}}=1}

### Jednadžba elipse sa središtem u S(p, q)
Elipsa sa središtem točki S određenoj koordinatama S(p, q) i poluosima a i b određena je jednadžbom
{\displaystyle b^{2}(x-p)^{2}+a^{2}(y-q)^{2}=a^{2}b^{2}\,}
koja se može prikazati i u segmentnom obliku
{\displaystyle {\frac {(x-p)^{2}}{a^{2}}}+{\frac {(y-q)^{2}}{b^{2}}}=1}

## Tangenta elipse

### Tangenta elipse sa središtem u S(0, 0)
Tangenta elipse koja ima središte u ishodištu koordinatnog sustava i koja prolazi točkom {\displaystyle \mathrm {T} (x_{0},y_{0})} na elipsi određena je koordinatama točke T i koeficijentom smjera tangente. Diferencirajući jednadžbu elipse nalazimo da je
{\displaystyle 2b^{2}xdx+2a^{2}ydx=0}
odakle slijedi da je   
{\displaystyle y'={\frac {dy}{dx}}=\operatorname {tg} \alpha =-{{\frac {b^{2}}{a^{2}}}{\frac {x_{0}}{y_{0}}}}}
gdje je α kut između tangente i apscise, te da je jednadžba tangente na elipsu
{\displaystyle y-y_{0}=-{\frac {b^{2}}{a^{2}}}{\frac {x_{0}}{y_{0}}}(x-x_{0})}
odakle se sređivanjem nalazi i drugi oblik jednadžba tangente elipse
{\displaystyle {\frac {x_{0}x}{a^{2}}}+{\frac {y_{0}y}{b^{2}}}=1}

### Tangenta elipse sa središtem u S(p, q)
Tangenta elipse koja ima središte u točki S(p, q) i koja prolazi točkom T {\displaystyle (x_{0},y_{0})} na elipsi određena je koordinatama točke T i koeficijentom smjera tangente. Diferencirajući jednadžbu elipse nalazimo da je
{\displaystyle {2b^{2}(x-p)dx+2a^{2}(y-q)dy}=0\,}
odakle slijedi da je je
{\displaystyle y'={\frac {dy}{dx}}=\operatorname {tg} \alpha =-{\frac {b^{2}}{a^{2}}}{\frac {x_{0}-p}{y_{0}-q}}}
te se sličnim postupkom nalazi da je jednadžba tangente elipse
{\displaystyle y-y_{0}=-{\frac {b^{2}}{a^{2}}}{\frac {x_{0}-p}{y_{0}-q}}(x-x_{0})}